# Peter Goossens
Peter Alfons Leon Goossens (Zottegem, 6 april 1964) is een Belgische chef-kok die drie Michelinsterren kreeg voor zijn restaurant Hof van Cleve. Hij is ook oprichter van Flanders Food Academy. Goossens staat bekend als de Godfather van de Belgische gastronomie.

## Biografie
Goossens werd in 1964 geboren in Zottegem. Zijn ouders waren werkzaam in de handel. Hij studeerde aan Hotelschool Ter Duinen in Koksijde. Daarna verhuisde Goossens naar Frankrijk en deed hij zijn eerste stage in het restaurant Le Pré Catelan in Parijs. Van 1982 tot 1986 volgde hij stages bij Lenôtre, Pré Catelan, Pavillon d'Elysée, Blanc in Thoissey en bij Byblos in Saint-Tropez.

### Hof van Cleve
In 1987 werd Goossens eigenaar van het restaurant in Kruisem. In 1992 veranderde hij het in het gastronomische restaurant Hof van Cleve, dat nu gespecialiseerd is in de Belgisch-Franse keuken met Aziatische invloeden. In 1994 kreeg zijn restaurant een Michelinster. De tweede Michelinster werd in 1998 gegeven. En in 2005 werd Goossens de jongste Belgische chef-kok die drie Michelinsterren had gekregen. Sinds 2000 is hij lid van Mastercooks of Belgium.
Sinds 2004 heeft Hof van Cleve 19,5 / 20 van Gault & Millau gekregen.
In februari 2023 maakte Goossens bekend dat hij Hof van Cleve aan het einde van het jaar zou gaan verlaten. Zijn keukenchef Floris Van Der Veken, die al jaren actief was in Hof van Cleve, nam het restaurant over. In een persbericht liet Goossens weten dat hij en zijn vrouw – werkzaam als gastvrouw in het restaurant  – "er al enkele jaren aan [denken] om ons professioneel leven een nieuwe wending te geven".
Goossens gaf van 2021 tot 2024 als consultant culinair advies aan het nieuwe restaurant La Rigue in het luxehotel La Réserve van eigenaars Marc Coucke en Bart Versluys in Knokke. Na het sluiten van het Hof van Cleve voerde hij er zijn opdracht uit als chef-kok.

### Overige werkzaamheden
Van 2006 tot 2008 was hij adviseur voor de Museum Brasserie in Brussel. Ook is Goossens sinds 2008 culinair adviseur bij Unilever.
In 2008 lanceerde hij zijn culinaire tv-programma's op VTM Mijn Restaurant en in 2009 De Beste Hobbykok van Vlaanderen. In 2010 richtte hij samen met Studio 100 het culinaire tv-kanaal Njam! op. Later maakte hij nog twee tv-programma's Meesterlijke Klassiekers in 2010 en De keuken van de Meester in 2011.

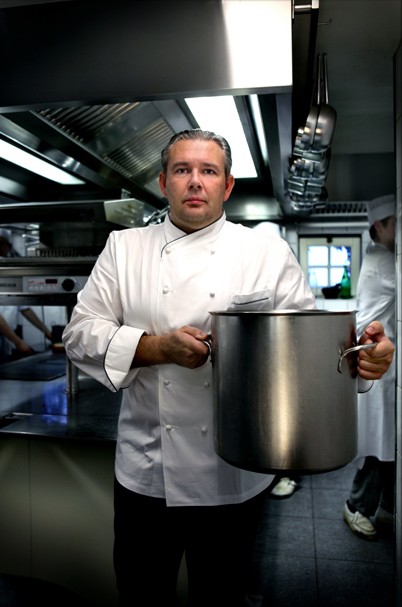
Goossens in 2015

Van 2011 to 2019 was hij de voorzitter van het Bocuse d'Or Team België. In 2014 richtte Goossens de Flanders Food Academy op en werd hij hoofd van de Flanders Food Faculty.

### Privéleven
Peter Goossens is getrouwd met Lieve Fermans, met wie hij drie kinderen heeft. Het echtpaar runden van 2000 tot 2023 samen het restaurant Hof van Cleve.

## Prijzen en onderscheidingen
- 2021 — Hof van Cleve staat op de 36e plaats van The World's 50 Best Restaurants[19]
- 2021 — Ere-ambassadeur van het Belgisch en Vlaams culinair erfgoed[20]
- 2021 — Grand Prix de l'Art de la Cuisine van de Internationale Academie voor Gastronomie[21]
- 2018 — Nr. 20 Top 300 bij The Best Chef Awards in Milaan[22]
- 2017 — European Hospitality Foundation Award – HOTREC - Hotels, Restaurants & Cafés in Europa[23]
- 2011 — Goossens is ook Ridder in de Orde van Leopold[24][25]
- 2004 — Chef van het jaar– Gault&Millau Benelux[26][27]
- 2024 — Commandeur in de Leopoldsorde[28]